# Брюссельский фестиваль фантастических фильмов
«Брюссельский международный фестиваль фантастических фильмов» (англ. Brussels International Fantastic Film Festival (BIFFF)) (фр. Festival international du film fantastique de Bruxelles) — один из самых популярных европейских жанровых кинофестивалей, который ежегодно проходит в марте в Брюсселе, Бельгия.
Основан в 1983 году Анни и Фредди Боццо, Джиджи Этьен, Жоржем и Ги Дельмот.
С 1991 года в рамках фестиваля проходит международный конкурс «боди-арта»(живописи красками на теле).
Главный приз — «Золотой ворон» разработан художником Жозефом Анрионом (Joseph Henrion).
С первого фестиваля в фестивале участвовал советский кинематограф. Лауреатом первого смотра стала лента Валерия Рубинчика «Дикая охота короля Стаха», на 25-м фестивале в 2007 году были представлены три российские ленты: «Дневной дозор» Тимура Бекмамбетова, «Меченосец» Филиппа Янковского и «Гадкие лебеди» Константина Лопушанского.

## Лауреаты премии «Золотой ворон»
- 1983 год — «Дикая охота короля Стаха», СССР, 1979, режиссёр Валерий Рубинчик
- 1984 год — «Кошмары» (Nightmares), 1983, режиссёр Джозеф Сарджент
- 1985 год — «Бегство от сна» (Dreamscape), 1984, режиссёр Джозеф Рубен
- 1986 год — «Маленький огонь» (Piccoli fuochi), Италия, 1985, режиссёр Петер Дель Монте
- 1987 год — «Радиоактивные грёзы» (Radioactive Dreams), США, 1985, режиссёр Альберт Пьюн
- 1988 год — «Боль» (Angustia), Испания, 1987, режиссёр Бигас Луна
- 1989 год — «Бумажный дом» (Paperhouse), Великобритания, 1988
- 1990 год — «Банщица» (Banyera, La) (1989), режиссёр Хесус Гарай
- 1991 год — «Улетучившиеся мечты не скоро увидишь» (Tobu yume wo shibaraku minai), 1990, режиссёр Эйдзо Сугава
- 1992 год — «Бег во времени» (Timescape aka Grand Tour: Disaster in Time), США, 1992, режиссёр Дэвид Твохи
- 1993 год — «Армия тьмы»(Army of Darkness), 1992, режиссёр Сэм Рэйми
- 1994 год — «Мошенники» (Frauds), Австралия, 1993, режиссёр Стефан Эллиотт
- 1995 год — «Аккумулятор 1» (Akumulátor 1), Чехословакия, 1994, режиссёр Ян Сверак
- 1996 год — «День зверя» (Día de la bestia, El), 1995, режиссёр Алекс де ла Иглесия
- 1997 год — «Обратная сторона Луны» (Luna e l’altra), Италия, 1996, режиссёр Маурицио Никетти
- 1998 год — «Луговые собачки» (Lawn Dogs), Великобритания, 1997, режиссёр Джон Дайган
- 1999 год — «Звонок» (Ringu), Япония 1998, режиссёр Хидэо Наката
- 2000 год — «Без имени» (Lost sin nombre), Испания, 1999, режиссёр Хауме Балагеро
- 2001 год — «Остров» (Seom), 2000, режиссёр Ким Ки Дук
- 2002 год — «Псы-воины» (Dog Soldiers), Великобритания, Люксембург, 2002, режиссёр Нил Маршал
- 2003 год — «Кодер» (Cypher), 2002, режиссёр Натали Винченцо
- 2004 год — «Спасти зелёную планету!» (Jigureul jikyeora!), Южная Корея, 2003, режиссёр Чан Чжун Хеан
- 2005 год — «Марэбито» (Marebito), 2004, режиссёр Такаси Симидзу
- 2006 год — «Адамовы яблоки» (Adams æbler), Дания, ФРГ, 2005, режиссёр Андерс Томас Йенсен
- 2007 год — «Хозяин» (The Host), Южная Корея, 2006, режиссёр Пон Чжунхо
- 2008 год — 13 Beloved, Таиланд, 2006, режиссёр Chookiat Sakveerakul
- 2009 год — «Впусти меня» (швед. Låt den rätte komma in), Швеция, 2008, режиссёр Томас Альфредсон
- 2010 год — «Дитя тьмы» (англ. «Orphan», в оригинале «Сирота»), США, 2009, режиссёр Жауме Кольет-Серра
- 2011 год — «Я видел дьявола» (кор. 악마를 보았다, Akmareul boatda), Южная Корея, 2010, режиссёр Ким Чжи Ун
- 2017 год — «Смотри по сторонам» (англ. Better Watch Out), Австралия, США, 2016, режиссёр Крис Пековер